# Sis dies de Portland
Els Sis dies de Portland era una cursa de ciclisme en pista, de la modalitat de sis dies, que es va córrer a Portland (Estats Units d'Amèrica). Només es va disputar l'edició del 1931.

## Palmarès
| Any  | Primers                        | Segons                              | Tercers                   |
| ---- | ------------------------------ | ----------------------------------- | ------------------------- |
| 1931 | William Peden · Mike Defilippo | Fioravanti Baggio · Alfred Crossley | Harvey Black · Mike Rodak |